# اثر ونوسی

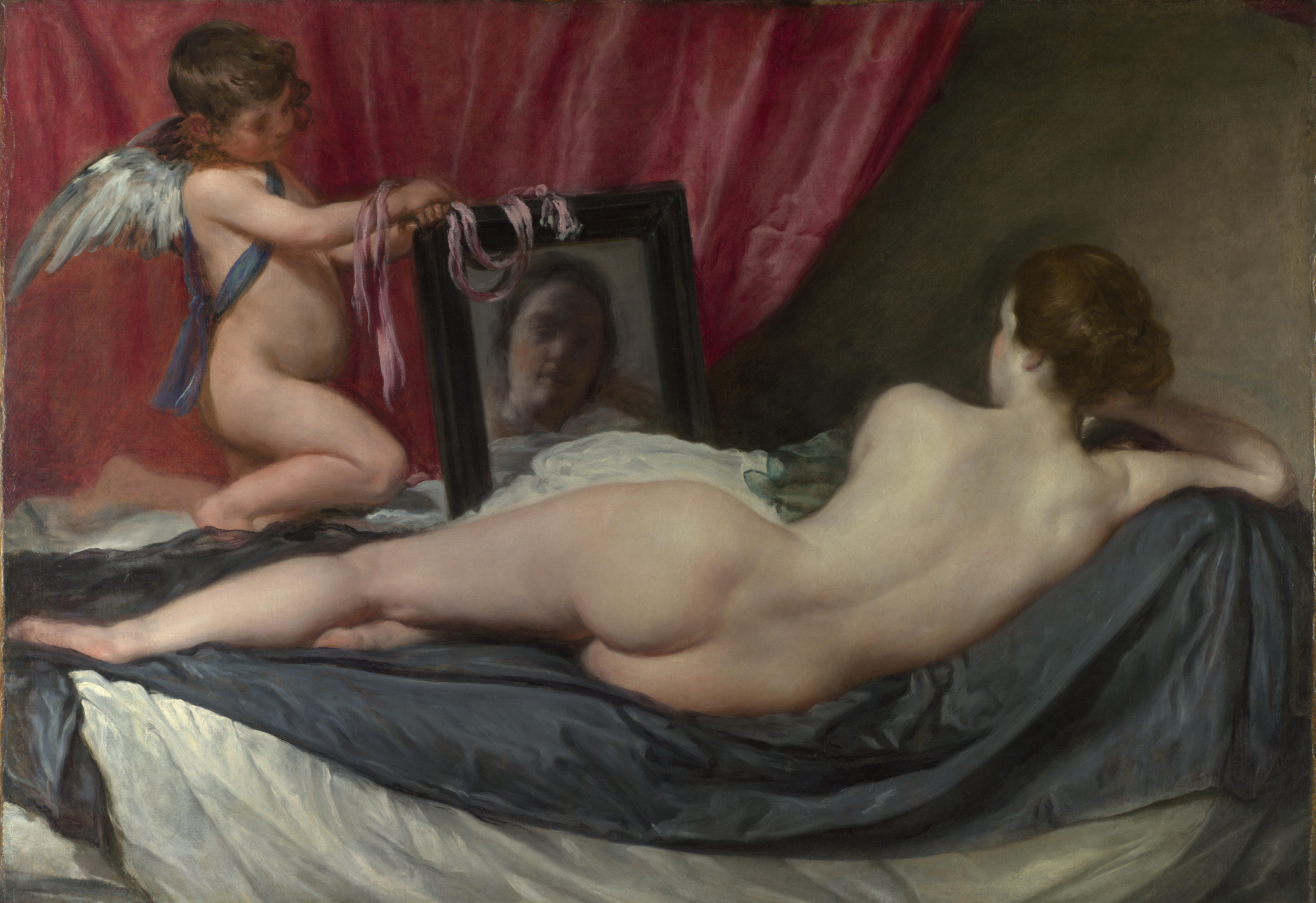
یک نگارهٔ نشاندهندهٔ اثر ونوسی، تابلوی راکبی ونوس، اثر دیه گو ولاسکز.

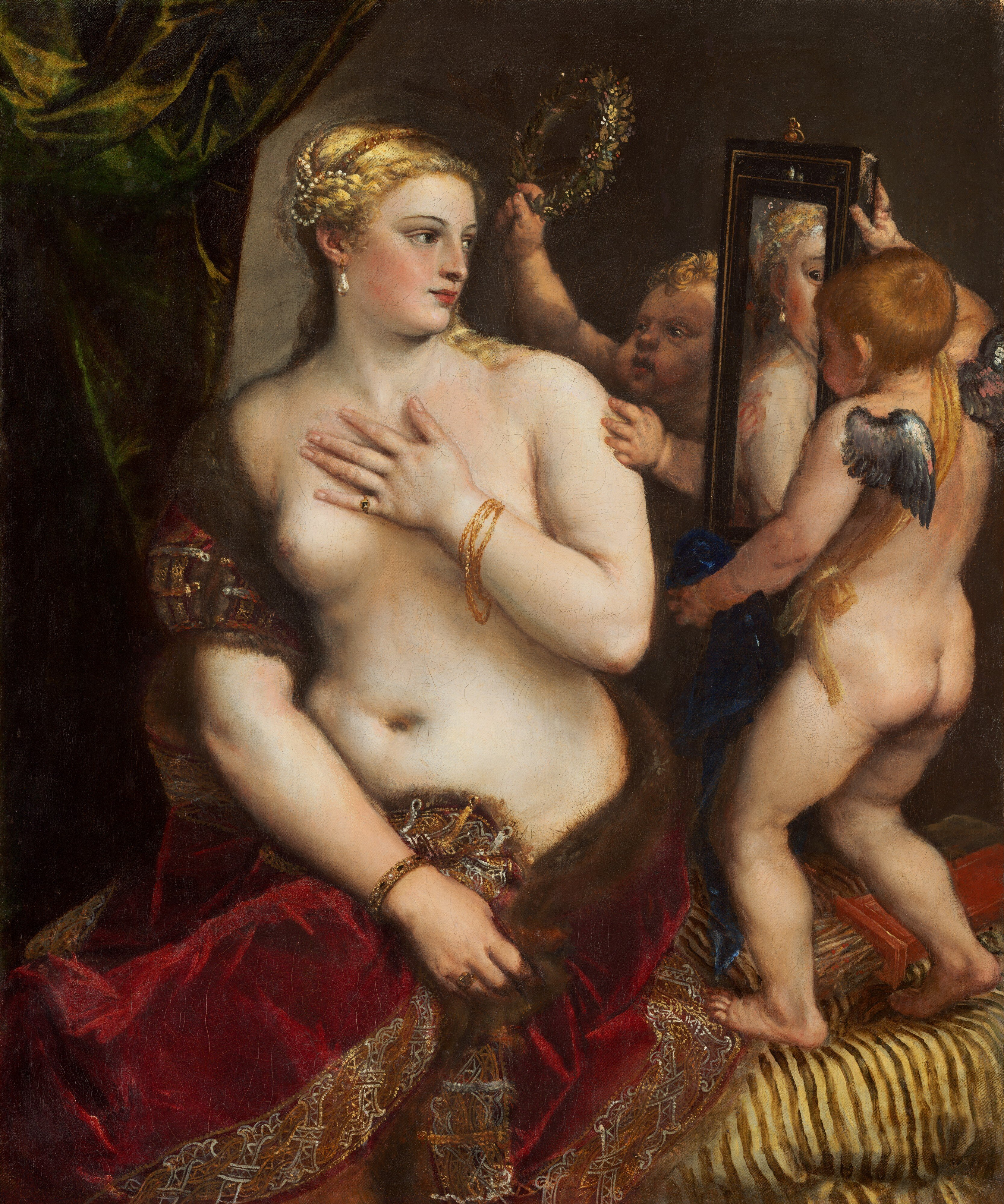
تابلوی ونوس با یک آینه

اثر ونوسی (به انگلیسی: Venus effect)، نام یک پدیدهٔ خاص در روانشناسی ادراک است. نمونه این اثر را می‌توان در هنگام مشاهدهٔ تابلوهای نقاشی گوناگونی که از زل زدن ونوس به آینه موجود است، مشاهده کرد. تابلوی آیینه ونوس اثر دیه گو ولاسکز، تابلوی ونوس با یک آینه اثر تیتان، و تابلوی ونوس با آینه، اثر پائولو ورونیس، از جمله این نقاشی‌ها هستند.
در این اثر مرتبط با ادراک، کسی که نقاشی را می‌بیند، گمان می‌برد که ونوس از انعکاس چهرهٔ خودش در آینه به وجد آمده است. اما از آنجایی که فرد تماشاگر می‌تواند چهره ونوس را در آینه ببیند، پس در واقع ونوس هم در حال دیدن بازتاب چهره خود تماشاگر در آینه است.
اثر ونوسی همچنین می‌تواند در همراهی با بعضی از عکس‌ها و فیلم‌های سینمایی نیز به چشم بخورد.